# Шугаг
Шугаг (рум. Șugag) — село у повіті Алба в Румунії. Адміністративний центр комуни Шугаг.
Село розташоване на відстані 244 км на північний захід від Бухареста, 33 км на південь від Алба-Юлії, 111 км на південь від Клуж-Напоки.

## Населення
За даними перепису населення 2002 року у селі проживали 1279 осіб.
Національний склад населення села:
| Національність | Кількість осіб | Відсоток |
| -------------- | -------------- | -------- |
| румуни         | 1265           | 98,9%    |
| угорці         | 12             | 0,9%     |

Рідною мовою назвали:
| Мова      | Кількість осіб | Відсоток |
| --------- | -------------- | -------- |
| румунська | 1267           | 99,1%    |
| угорська  | 10             | 0,8%     |